# Jack O’Connell (színművész)
Jack O’Connell (Derby, 1990. augusztus 1. –) angol színész.
Hírnevét elsősorban a brit Skins című BAFTA-díjas televíziós sorozatnak köszönheti, azóta számos más sorozatban és filmben is szerepelt.

## Karrier
Jack O’Connell színészi pályafutása 2005-ben kezdődött, amikor szerepet kapott a brit Doktorok című sorozat egyik epizódjában. Ezután nem sokkal a The Bill című sorozatban tűnt fel, ahol Ross Trescot szerepét alakította négy részen keresztül. O’Connell 2006-ban szerepelt élete első filmjében, a 80'-as években játszódó Ez itt Anglia című filmben, melyben egy mellékszereplőt (Pukey Nicholls) alakított. A színész 2007-ben több sorozatban is szerepet kapott egy-egy epizód erejéig: játszott a Waterloo Road-ban, a Wire in the Blood-ban és a Holby City című orvosi dráma sorozatban is. 2008-ban O’Connell ismét szerepet kapott egy filmben, a Gyilkos kilátások című angol horrorban alakította Brett-et.
O’Connell számára az igazi nagy áttörést a Skins című brit sorozat hozta meg, melyben az egyik főszereplőt, James Cook-ot alakította a harmadik, a negyedik és a hetedik évadban. Negyedik évadbeli teljesítményéért 2010-ben elnyerte a brit TV Choice Award-ot.
A színész 2009-ben mellékszereplőként tűnt fel a Harry Brown című brit thrillerben Michael Caine és Emily Mortimer oldalán, 2010-ben pedig a BBC Two két részes minisorozatában a Dive-ban az egyik főszereplőként, Robert szerepében volt látható.
2011-ben szintén a BBC Two-n tűnt fel a United című igaz történeten alapuló drámában, melyben a futballista Bobby Charltont alakította. A film Charlton karrierje kezdetét illetve a Manchester United-et sújtó 1958-as tragikus repülőgépbalesetet dolgozza fel. Ugyanebben az évben O'Connell a Martina Cole regénye alapján készült hat részes minisorozatban, a Runaway-ben megkapta a főszerepet. 2012-ben két filmben, a Private Peaceful-ban és a Tower Block-ban is játszott. O'Connell nagy sikert aratott és több díjat is nyert a 2013-as Starred Up-ban nyújtott alakításával.

## Filmográfia

### Film
| Év   | Magyar cím                              | Eredeti cím                 | Szerep                  | Magyar hang    |
| ---- | --------------------------------------- | --------------------------- | ----------------------- | -------------- |
| 2006 | Ez itt Anglia                           | This Is England             | Pukey Nicholls          |                |
| 2008 | Gyilkos kilátások                       | Eden Lake                   | Brett                   | Hamvas Dániel  |
| 2009 | Harry Brown                             | Harry Brown                 | Marky                   | Molnár Levente |
| 2011 |                                         | Weekender                   | Dylan                   |                |
| 2011 |                                         | The Somnambulists           | férfi                   |                |
| 2012 |                                         | Tower Block                 | Kurtis                  |                |
| 2012 |                                         | Private Peaceful            | Charlie Peaceful        |                |
| 2012 | Piszkos melók                           | The Liability               | Adam                    | Szalay Csongor |
| 2013 |                                         | Starred Up                  | Eric Love               |                |
| 2014 | ’71                                     | ’71                         | Gary Hook               | Szatory Dávid  |
| 2014 | 300: A birodalom hajnala                | 300: Rise of an Empire      | Calisto                 | Előd Álmos     |
| 2014 | Rendíthetetlen                          | Unbroken                    | Louis Zamperini         | Szatory Dávid  |
| 2016 | Pénzes cápa                             | Money Monster               | Kyle Budwell            | Orosz Ákos     |
| 2017 | HHhH – Himmler agyát Heydrichnek hívják | The Man with the Iron Heart | Jan Kubiš               | Orosz Ákos     |
| 2017 | Tulipánláz                              | Tulip Fever                 | William                 | Fehér Tibor    |
| 2018 | Tűzkeresztség                           | Trial by Fire               | Cameron Todd Willingham | Előd Álmos     |
| 2019 | Jean Seberg minden rezdülése            | Seberg                      | Jack Solomon            | Szatory Dávid  |
| 2019 | Dzsungelország                          | Jungleland                  | Lion Kaminski           | Orosz Ákos     |
| 2021 | Kis hal                                 | Little Fish                 | Jude                    | Baráth István  |
| 2022 | Lady Chatterley szeretője               | Lady Chatterley's Lover     | Oliver Mellors          | Orosz Ákos     |
| 2023 | Ferrari                                 | Ferrari                     | Peter Collins           | Pál Tamás      |
| 2024 | Back to Black                           | Back to Black               | Blake Fielder-Civil     |                |
| 2025 | Bűnösök                                 | Sinners                     | Remmick                 | Hajdu Tibor    |
| 2025 | 28 évvel később                         | 28 Years Later              | Sir Jimmy Crystal       | Böröndi Bence  |

Rövidfilmek
- 2006 – Black Dog – Chris
- 2009 – Wayfaring Stranger – Bobby Brewer
- 2010 – The Hardest Part – nehézfiú
- 2014 – Shelter – Charlie Miller

### Televízió
| Év              | Magyar cím          | Eredeti cím       | Szerep          | Megjegyzések                                                  |
| --------------- | ------------------- | ----------------- | --------------- | ------------------------------------------------------------- |
| 2005            | Doktorok            | Doctors           | Connor Yates    | 1 epizód                                                      |
| 2005            |                     | The Bill          | Ross Trescott   | 4 epizód                                                      |
| 2007            |                     | Waterloo Road     | Dale Baxter     | 1 epizód                                                      |
| 2007            | Holby Városi Kórház | Holby City        | Davey Hunt      | 1 epizód                                                      |
| 2007            |                     | Wire in the Blood | Jack Norton     | 1 epizód                                                      |
| 2009            | Üvöltő szelek       | Wuthering Heights | Shepherd lad    | 1 epizód                                                      |
| 2009–2010, 2013 | Skins               | Skins             | James Cook      | állandó szereplő (18 epizód)                                  |
| 2010            |                     | Dive              | Robert Wisley   | tévéfilm                                                      |
| 2011            | United              | United            | Bobby Charlton  | - tévéfilm - magyar hangja: - Bozsó Péter                     |
| 2011            | A szökevény         | The Runaway       | Eamonn Docherty | főszereplő (6 epizód)                                         |
| 2017            | Isten nélkül        | Godless           | Roy Goode       | minisorozat főszereplő (7 epizód)                             |
| 2021            | Északi vizeken      | The North Water   | Patrick Sumner  | minisorozat főszereplő (5 epizód) magyar hangja Szatory Dávid |
| 2022            | Engedetlen hősök    | SAS: Rogue Heroes | Paddy Mayne     | főszereplő (6 epizód)                                         |

## Fordítás
- Ez a szócikk részben vagy egészben  a   Jack O'Connell (actor) című angol Wikipédia-szócikk fordításán alapul.  Az eredeti cikk szerkesztőit annak laptörténete sorolja fel. Ez a jelzés csupán a megfogalmazás eredetét és a szerzői jogokat jelzi, nem szolgál a cikkben szereplő információk forrásmegjelöléseként.